# Zonde (lied)
Zonde is een lied van de Nederlandse rapper Keizer in samenwerking met de Nederlandse zanger Brace en Nederlandse rapper Kevcody. Het werd in 2017 als single uitgebracht.

## Achtergrond
Zonde is geschreven door Rozelsky Steve Lie-A-Jen, Kevin Agyemang, Navarre Norah en Joram Letlora en geproduceerd door Krankjoram. Het is een nummer uit het genre nederhop. In het lied rappen en zingen de artiesten over het einde van een relatie. De relatie wordt door de ander beëindigd en de liedverteller zegt dat het zonde is dat het zo is gelopen en dat het klaar is.

## Hitnoteringen
De zanger had succes met het lied in de hitlijsten van Nederland. Het piekte op de 64e plaats van de Nederlandse Single Top 100 en stond drie weken in deze hitlijst. De Nederlandse Top 40 werd niet bereikt; het kwam hier tot de zeventiende plaats van de Tipparade.